# Bothrocarina nigrocaudata
Bothrocarina nigrocaudata is een straalvinnige vissensoort uit de familie van puitalen (familie) (Zoarcidae). De wetenschappelijke naam van de soort is voor het eerst geldig gepubliceerd in 1935 door Suvorov.